# Пебергольм

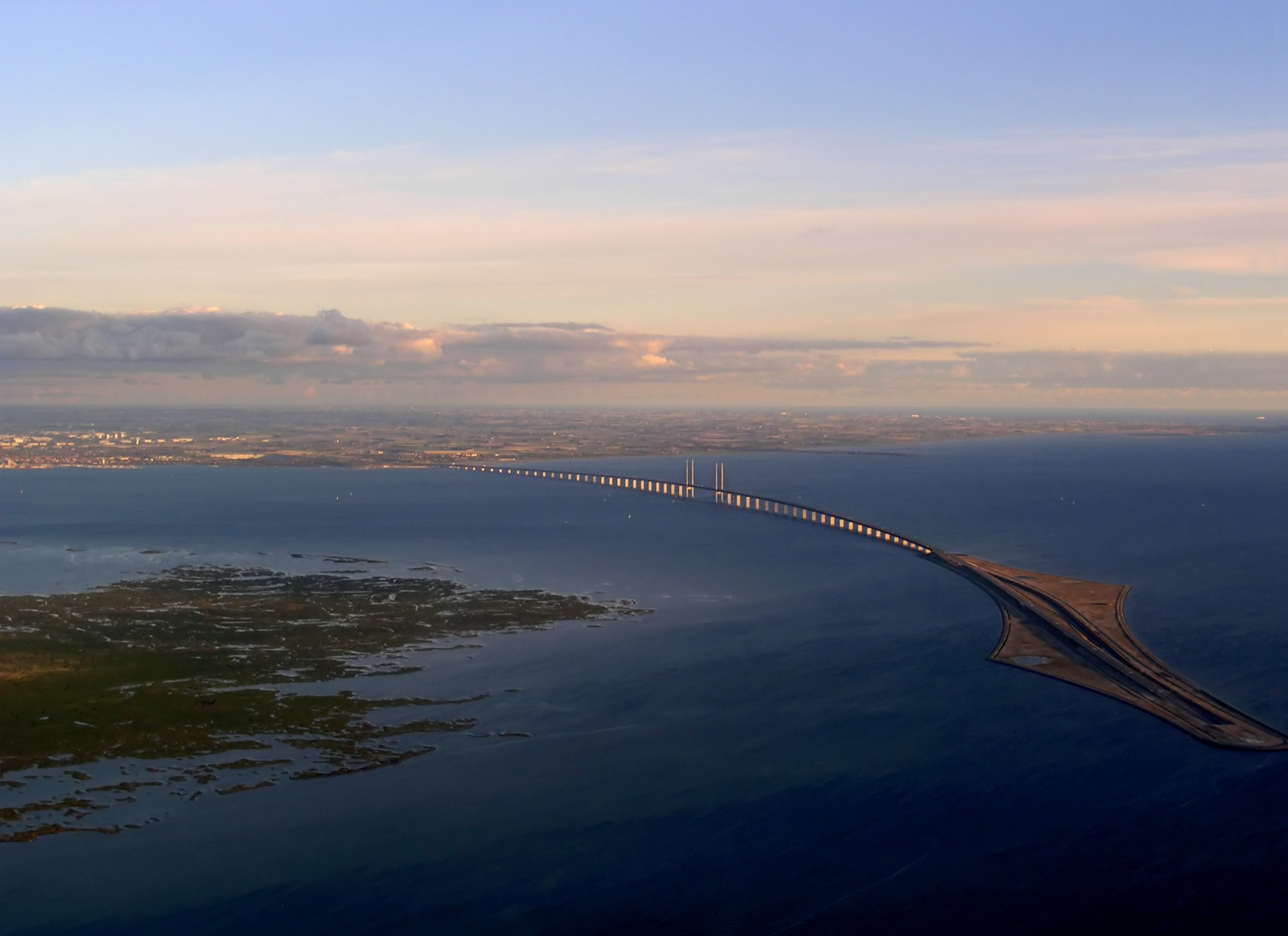
Ересуннський міст і Пебергольм (вид зі сторони Данії). Зліва — південний край острова Сальтгольм.

Пебергольм (дан. Peberholm, швед. Pepparholm, в перекладі «перцевий острівець») — штучний острів в протоці Ересунн (Зунд) між Данією і Швецією. Належить Данії, адміністративно входить до складу муніципалітету Торнбю. Острів було побудовано в рамках проекту Ересуннського мосту, який з'єднав дві країни. Насправді міст перетинає лише половину протоки, а на Пебергольмі опускається під землю в Ересуннський тунель; острів було насипано з ґрунту, вийнятого зі дна протоки під час будівництва. Неподалік від нього на півночі знаходиться природний острів Сальтгольм (в перекладі — «соляний острівець»), і Пебергольм було названо «на додаток» до нього, щоб уникнути банальніших варіантів на зразок «Малий Сальтгольм» чи «Новий Сальтгольм».

## Будівництво
Початкові варіанти проекту будівництва транспортного перетину через Ересунн передбачали інтенсивне використання данського острова Сальтгольм, який розташований майже посередині протоки. Планувалося прокласти шосейну автостраду і залізничну лінію або навпростець через сам острів, або з цією метою штучно його розширити. Але обидва варіанти були потім відкинуті з міркувань захисту екології Сальтгольма; данські і шведські політики вирішили замість цього збудувати окремий острівець в безпосередній близькості від південного краю Сальтгольма, але не з'єднаний з ним. Розташування і форма штучного острівця були обрані такими, щоб якомога менше заважати вільному плину морської води через протоку, позаяк це був один з головних аргументів екологів, які протестували проти будівництва мосту.
Пебергольм має 4 км завдовжки, його площа 1,3 км². Для його будівництва було використано 1,6 млн м³ каміння і 7,5 млн м³ піску і донного ґрунту, вийнятого під час будівництва мосту і тунелю. Спочатку контури майбутнього острова були викладені камінням, яке зсередини було покрито геотекстильним матеріалом і глиною, щоб запобігти просочуванню води; потім створений таким чином резервуар було розділено на менші басейни, які поодинці заповнювалися ґрунтом. Будівництво острова і тунелю було завершене 26 квітня 2000 року; крізний рух між Данією і Швецією було урочисто відкрито 1 липня того же року.
На острові знаходиться перехідний віадук з мосту до Ересуннського тунелю; шосейна магістраль і залізниця, які на мості пролягають одна над одною, входять у тунель паралельно.

## Екологічний експеримент
Екологія Пебергольма охороняється суворими законами. Доступ на острів за межами автостради і залізничної лінії заборонено всім, окрім науковців під час щорічних інспекційних візитів. Острів вважається зоною своєрідного біологічного експерименту. Біологи сподівалися, що штучно створений острів буде колонізований флорою і фауною у природний спосіб без будь-якого втручання людей, і збиралися детально простежити цей процес. З цією метою на острові удовж дороги не висаджувалися дерева і не висіювалася трава — вчені хотіли визначити, які види наземних рослин і тварин першими дістануться до острова.
Зараз на острові росте близько 300 видів рослин, в тому числі такі, що у сусідніх Данії і Швеції зустрічаються рідко, як, наприклад, Kohlrauschia prolifera. На острові почали гніздитися біля десяти видів птахів; деякі з них також рідкісні на довколишніх територіях: наприклад, колонія малого крячка (Sterna albifrons) на Пебергольмі чисельністю близько 70 пар — одна з найкрупніших популяцій цього птаха в Данії і Швеції. Окрім крячка на острові гніздяться лучні чекани (Saxicola rubetra), горихвістки і кам'янки (Oenanthe oenanthe). Також тут були знайдені деякі рідкісні види земноводних, метеликів і павуків.